# Windows 98
O Windows 98 (chamado pelo codinome Memphis, durante seu desenvolvimento) foi um sistema operacional com interface gráfica desenvolvido pela Microsoft. É o segundo maior lançamento da família de sistemas operacionais Windows 9x, e é o sucessor do Windows 95. Ele foi lançado no formato RTM em 15 de maio de 1998, e lançado em sua versão varejo em 25 de junho de 1998.
Assim como seu antecessor, o Windows 98 é um produto com sistema híbrido com uma arquitetura de 16-bit/32-bit (x86), com seu boot baseado no MS-DOS. O Windows 98 foi sucedido pelo Windows 98 Second Edition em 5 de maio de 1999, que posteriormente tem sido sucedido pelo Windows ME em 19 de junho de 2000. A Microsoft encerrou o suporte regular para o Windows 98 e para o Windows 98 SE em 30 de junho de 2002, tendo o suporte estendido existente até 11 de julho de 2006.
A famosa música de inicialização do Windows 98 foi escrita pelo engenheiro de som da Microsoft, Ken Kato, que considerou um "feito difícil a fazer", aludindo-se ao som de inicialização do Windows 95.

## História
A versão beta “Memphis” passou por um total de três fases beta e uma fase pré-beta. O pré-beta foi lançado em dezembro de 1996 e não é mais funcional após uma determinada data. O logotipo de inicialização do pré-beta exibe “Microsoft Memphis Developer Release”. Não oferece nenhuma inovação visível; mesmo nas propriedades do sistema ele ainda é chamado de Windows 95. No entanto, ele oferece, por exemplo: B. Suporte a USB.
O Beta 1 foi lançado mais tarde. Inclui os seguintes novos recursos:
- O processador principal é identificado nas propriedades do sistema (isso foi removido na versão final).
- Barras de título e gradientes de cor podem ser alterados.
- O Painel de Controle exibe o item “Scanners e Câmeras”.

Com o Beta 2, o “Memphis” foi renomeado para Windows 98. Como o lançamento foi originalmente planejado para 1997, o nome Windows 97 foi planejado de antemão. A configuração tem (exceto por algumas imagens durante o processo de cópia) a aparência da configuração da versão final. O logotipo da inicialização tem o subtítulo “Microsoft Internet Explorer” sob as letras “Windows 98”; a legenda foi removida na versão final. O Internet Explorer 4.0 está incluído e inclui tudo o que está incluído na versão final:
- Active Desktop
- Extensões de shell

Há também um item “Gerenciamento de Usuários” no Painel de Controle. As pastas também podem ser abertas com um clique.
O Windows 98 estava originalmente programado para ser lançado em novembro de 1997, não o Windows 95, mas isso foi adiado para a primavera de 1998. A Microsoft anunciou oficialmente que esse atraso permitiria uma atualização do Windows 3.1 para o Windows 98, mas, na realidade, a Microsoft estava integrando o Internet Explorer 4.01 de forma indelével no sistema operacional para expulsar agressivamente o Netscape do mercado na guerra dos navegadores em andamento. Foi somente durante processos judiciais contra a Microsoft em 1999 que detalhes injustos se tornaram públicos.

## Interação com a Internet e melhoramentos dashell
O Windows 98 vem integrado com o Internet Explorer 4.01. Além do Internet Explorer, muitos outros softwares vinham inclusos, como o Outlook Express, Windows Address Book, FrontPage Express, Microsoft Chat, Personal Web Server – e um assistente cliente deste –, NetMeeting e o NetShow Player (que foi posteriormente substituído pelo Windows Media Player 6.2 no Windows 98 Second Edition).
A shell do Windows 98 continha todos os melhoramentos do Windows Desktop Update, um componente para o Internet Explorer 4, como o a barra de ferramentas Quick Launch, 'deskbands, Active Desktop, Active Channel, a possibilidade de minimizar uma janela em primeiro plano clicando em seu botão na barra de ferramentas, execução em um clique, botões para ir e voltar, favoritos, uma barra de endereços no Windows Explorer, miniaturas de imagens, informações e dicas sobre pastas – e pastas da internet –, e a customização de modelos de HTML. Outra característica desta nova shell, é a possibilidade de transitar caixas de diálogos com o uso da sequência Alt + Tab.
O Windows 98 também inclui melhoramentos na performance da shell, temas, e mais conteúdo do Microsoft Plus! for Windows 95, como o DriveSpace 3, um agente de compressão, um servidor de internet discada, um ferramenta de script para internet discada e o Task Scheduler. O 3D Pinball Space Cadet está incluso no CD-ROM, mas não é instalado por padrão. O Windows 98 também tinha sua própria versão do Plus! que poderia ser comprada, chamada de Plus! 98.
As barras de título das janelas e das caixas de diálogo agora suportam duas cores em degradê. Os menus das janelas e as informações, quando se passa por cima de algo, agora existe uma animação de deslize. O Windows Explorer no Windows 98, como no Windows 95, agora converte todas as letras maiúsculas e as ajusta para maior facilidade de leitura; todavia, isso também permite a opção "Permitir que todos os nomes em letras maiúsculas para serem exibidas em sua forma original".
O Windows Explorer já incluía suporte aos arquivos comprimidos em CAB.

## Aperfeiçoamentos ao suporte de hardware

### Windows Driver Model
O Windows 98 foi o primeiro sistema operacional a usar o Windows Driver Model (WDM). Este fato não foi muito bem comentado quando o Windows 98 foi lançado, e a maioria dos fabricantes continuaram a desenvolver seus drivers para o antigo padrão de drivers VxD, que no caso foi suportado pela compatibilidade do Windows 98. O padrão WDM apenas obteve aclamação anos depois, sobretudo no Windows 2000 e Windows XP, já que estes não são compatíveis com o padrão VxD.

### USB
O Windows 98 tinha um suporte de USB mais robusto (por exemplo, o suporte aos USB composite devices) que o Windows 95, que apenas tinha suporte nas versões OEM (do OSR 2.1 pra cima). O Windows 98 possui suporte a hubs USB, scanners USB e dispositivos de imagem em USB.
O Windows 98 também vinha acompanhado com um suporte nativo ao USB Human Interface Device class (USB HID), dando maior suporte a teclados, mouses, e joysticks USB, incluindo funções adicionais por certo número de controles HID.
O suporte ao áudio USB está presente do Windows 98 Second Edition em diante. O Windows 98 SE possui melhor suporte ao WDM em geral para todos os dispositivos, e introduziu o suporte WDM para modems (e também para modems USB e entradas COM). O suporte para drivers para impressoras e pen drives não estava disponível para o Windows 98; o suporte real para ambos foi introduzido no Windows 2000. Não obstante, o uso de drivers genéricos estavam disponíveis por terceiros para os dispositivos USB-MSC.

### ACPI
O suporte ao ACPI 1.0 foi introduzido no Windows 98, que permitia o modo Standby (ACPI S3), e o modo Hibernar (ACPI S4). No entanto, o suporte para hibernação era extremamente limitado, e especifico para certos fabricantes: a hibernação só era disponível
se o hardware (PnP) e a BIOS fossem compatíveis. Ainda sim, existem problemas com a hibernação no sistema de arquivos FAT32, fazendo da hibernação problemática e não confiável.

## Windows 98 Second Edition
O Windows 98 Second Edition (comumente abreviado de Windows 98 SE) é uma versão atualizada do Windows 98 lançada em 5 de maio de 1999. Contém vários ajustes para erros menores, melhor suporte ao áudio WDM, suporte a modem, melhor suporte a USB, a substituição do Internet Explorer 4 pelo Internet Explorer 5, Web Folders (uma extensão do WebDAV para Windows Explorer), e demais atualizações para a shell. Também inclui um suporte a FireWire OHCI (IEEE 1394a) para vídeo digital/camcorder (MSDV) e suporte para o SBP-2 para dispositivos de armazenamento USB. Possui suporte ao Wake-on-LAN (se os drivers NDIS forem compatíveis com a ACPI presente), e o Internet Connection Sharing, que permite a conexão de vários computadores em uma LAN para compartilhar uma única conexão com a internet pelo Network Address Translation. Outras peculiaridades presentes na atualização incluem o DirectX 6.1, que trouxe vários melhoramentos ao DirectSound e a inserção do DirectMusic, melhoramentos no Asynchronous Transfer Mode (IP/ATM, PPP/ATM e suporte ao WinSock 2/ATM, o Windows Media Player 6.2 substituindo o antigo Media Player, o Microsoft NetMeeting 3.0, suporte a drivers de DVD-ROM, MDAC 2.1 e a adição do Windows Management Instrumentation (WMI).
Um problema de memória foi eliminado, que costumava travar a maioria dos sistemas rodando por 49 dias (equivalente a 2³² milissegundos).
O Windows 98 SE podia ser obtido como uma versão comprada já com a atualização, bem como em forma de OEM, ou com o CD Second Edition Updates Disc para os usuários que já possuíam o Windows 98. Ainda sim, o Windows 98 Second Edition não vinha com a API WinG ou o RealPlayer 4.0, que estavam presentes no lançamento do Windows 98 original, já que ambos foram sucedidos pelo DirectX e o Windows Media Player.

## Requisitos do sistema
| Hardware            | Windows 98                                                                                    | Windows 98 SE                                                                        |
| ------------------- | --------------------------------------------------------------------------------------------- | ------------------------------------------------------------------------------------ |
| CPU                 | 486 DX2 a 66 MHz                                                                              | 486 DX4 a 100 MHz                                                                    |
| RAM                 | 16 MB                                                                                         | 24 MB                                                                                |
| Disco rígido        | Atualização do Windows 95 ou Windows 3.1: 140-315 MB (normalmente 205 MB ) de espaço          | Atualização do Windows 95 ou Windows 3.1: 140-315 MB (normalmente 205 MB ) de espaço |
| Disco rígido        | Nova instalação usando o sistema de arquivos FAT16: 210-400 MB (geralmente 260 MB) de espaço  |                                                                                      |
| Disco rígido        | Nova instalação usando o sistema de arquivos FAT32: 190-305 MB (geralmente 210 MB) de espaço. |                                                                                      |
| Unidade de disquete | 3 1/2"                                                                                        | 3 1/2"                                                                               |
| Leitor de CD        | Sim                                                                                           | Sim                                                                                  |
| Tela                | 640x480 16 cores VGA (32 bits recomendado)                                                    | 640x480 16 cores VGA (32 bits recomendado)                                           |
| Mouse               | Microsoft Mouse ou um dispositivo apontador compatível                                        | Microsoft Mouse ou um dispositivo apontador compatível                               |

Apesar desses requisitos, era possível instalar o Windows 98 com apenas 8 MB de RAM e um processador 386 se a opção /NM fosse usada ao iniciar o instalador pelo DOS. Entretanto, o desempenho não seria ideal.
Nota: Tanto o Windows 98 quanto o Windows 98SE apresentavam problemas consideráveis associados a discos rígidos maiores que 32 GB . Uma atualização de software foi lançada para corrigir essa deficiência.

## Possibilidade de upgrade
Diversos componentes do Windows 98 original ou do Windows 98 Second Edition, podem ser atualizados para versões mais recentes. Estes incluem:
- Internet Explorer 6 SP1 e Outlook Express 6 SP1
- Windows Media Format Runtime e o Windows Media Player 9 no Windows 98 Second Edition ou o Windows Media Player 7.1 no Windows 98 original.
- Windows Media Encoder 7.1 e o Windows Media Encoding 8
- DirectX 9.0c
- MSN Messenger 7.0
- Conteúdo significativo das versões mais novas dos sistemas da Microsoft podem ser instalados no Windows 98. Entre eles, estão o .NET Framework (versões 1.0, 1.1 e 2.0), Visual C++ 2005, Windows Installer 2.0, a livraria GDI+, o cliente de ligação ao ambiente de trabalho remoto 5.1 e o Text Services Framework.
- Vários componentes como o MSXML 3.0 SP7, Microsoft Agent 2.0, NetMeeting 3.01, MSAA 2.0, ActiveSync 3.8, WSH, Microsoft Data Access Components 2.81, Windows Management Instrumentation 1.5 e o Microsoft Speech API 4.0
- O Office XP é a última versão do Microsoft Office a ser compatível com o Windows 98
- Apesar do Windows 98 não suportar totalmente o Unicode, algumas aplicações em Unicode podem ser executadas após a instalação do Microsoft Layer for Unicode

## Demonstração à imprensa
O lançamento do 98 foi precedido por uma notável demonstração à imprensa durante a Comdex, em abril de 1998. O CEO da Microsoft Bill Gates estava destacando a facilidade de uso do sistema e seu suporte aprimorado a equipamentos "ligar e usar" (PnP (em inglês)). No entanto, quando um scanner foi conectado, durante a tentativa de instalação o sistema sofreu um crash, exibindo uma tela azul da morte. Bill Gates então comentou: "This must be why we're not shipping Windows 98 yet" ("Esse deve ser o porquê de não estarmos distribuindo o Windows 98 ainda"). O vídeo deste evento tornou-se um popular meme da internet.

## Tempo de vida do produto

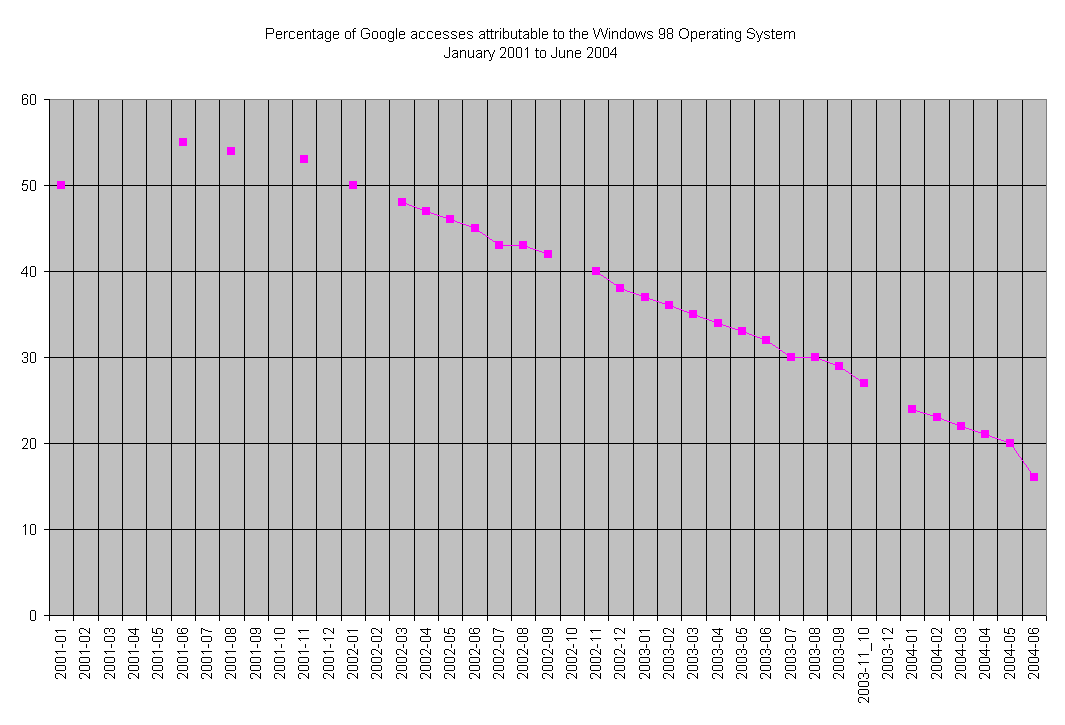
O gráfico mostra as máquinas que acessavam o Google que utilizavam o Windows 98.

A Microsoft decidiu cessar com o suporte do Windows 98 em 16 de Janeiro de 2004. Mesmo assim, devido a popularidade contínua do sistema operacional (27% das páginas vistas no Google entre outubro e novembro de 2003 ainda eram de máquinas com o Windows 98), a Microsoft optou por manter suporte ao Windows 98 até 11 de julho de 2006. Correções e o suporte para o Windows ME também cessaram nesta mesma data. Hoje, devido o quase inexistente suporte ao Windows 98 (SE), o seu uso paulatinamente diminuiu para 2.7% - de acordo com o hitslink.

## Requisitos de sistema
Os requisitos incluem:
- Intel 80486DX2/66 MHz ou um processador que comporta pontos flutuantes (Um processador Pentium é recomendado)[23]
- 16MB de memória RAM (24 é recomendado; é possível ainda rodar o Windows 98 em máquinas de 8MB com a opção /nm usada durante o processo de instalação)
- Ao menos 500MB de espaço disponível no HD. A quantidade de espaço requisitado depende do método de instalação e do tipo de componentes selecionados, mas a memória virtual e outros utilitários do sistema devem ser levados em consideração.
  - Upgrade do Windows 95 (FAT16) ou Windows 3.1 (FAT): 140 – 400MB (geralmente 205MB)
  - Nova instalação (FAT32): 140 – 255MB (tipicamente 175MB )
- Monitor VGA ou de maior resolução (640x480)
- Drive de CD-ROM ou DVD-ROM (a instalação por disquete é possível, mas lenta)
- Mouse da Microsoft ou compatível (opcional)[24]

Os usuários podem fazem alterações para esses requisitos com a mudança não descrita da instalação /NM. Isso permite a instalação do Windows 98 em máquinas mais antigas, como o 80386.
O VCACHE do Windows 98 não foi designado para rodar com mais de 1.0GB de RAM sem que sejam feitas alterações.
Tanto o Windows 98 como o Windows 98 SE possuem problemas ao serem rodados em drivers maiores de 32 Gigabytes (GB) e com certas configurações da BIOS da Phoenix. Uma atualização do software corrige este problema. Além do mais, o próprio Windows XP sem ao menos um Service Pack é incapaz de rodar corretamente com HDs superiores à 137GB de tamanho, devido a falta do suporte ao endereçamento de bloco lógico de 48-bit  – um corrompimento de dados pode ocorrer. Correções por terceiros estão disponíveis para corrigir estes problemas presentes na família Windows 9x.